# Антаков, Игорь Иванович
Игорь Иванович Антаков — российский физик, лауреат Государственной премии СССР.
Родился в 1927 году.
Окончил радиофизический факультет Горьковского государственного университета имени Н. И. Лобачевского (1945—1951), дипломник кафедры электроники.
Работал в Научно-исследовательском радиофизическом институте (НИРФИ), Институте прикладной физики АН СССР (ИПФ АН).
В НИРФИ под руководством А. В. Гапонова-Грехова вместе с М. И. Петелиным, В. К. Юлпатовым, В. А. Флягиным) принимал участие в создании источника мощного электромагнитного излучения в диапазоне миллиметровых длин волн, получившего название «гиротрон» (руководил экспериментальными исследованиями).
Автор изобретения: А.с. СССР № 224713, кл 21п, 36, по заяв. № 1176506. Усилитель миллиметрового диапазона циклотронного типа / И. И. Антаков, В. А. Жураховский, Г. Н. Рапопорт. — Приоритет 29.07.1967 ; опубл. 12.08.68.
Кандидат физико-математических наук (1968).
Государственная премия 1967 года — за теоретическое и экспериментальное исследование индуцированного циклотронного излучения, приведшее к созданию нового класса электронных приборов — мазеров на циклотронном резонансе (МЦР).
Публикации:
- Засыпкин Е. В., Гачев И. Г., Антаков И. И. Экспериментальное исследование гироклистрона с высшим типом колебаний TE021 в резонаторах в коротковолновой части миллиметрового диапазона // Изв. вузов. Радиофизика. 2012. Т. 55, № 5. С. 341.
- Антаков И. И., Запевалов В. Е., Панкратова Т. Б., Цимринг Ш. Е. Гиротроны на гармониках гирочастоты // Гиротрон. Сборник статей / Под ред. А. В. Гапонова- Грехова. Горький: ИПФ АН СССР. 1981.